# Scaphella
Scaphella là một chi ốc biển cỡ lớn, là động vật thân mềm chân bụng sống ở biển trong họ Volutidae, họ ốc dừa. Đây là một tropical genus which occurs trong miền tây Đại Tây Dương.
There are both living and fossil species in this genus, which first appeared trong Paleocene.  Lưu trữ ngày 16 tháng 5 năm 2022 tại Wayback Machine

## Các loài
Các loài trong chi Scaphella gồm có:
- Scaphella contoyensis Emerson & Old, 1979
- Scaphella dohrni (Sowerby III, 1903)
- Scaphella dubia (Broderip, 1827) - Dubious Volute
- Scaphella evelina F. M. Bayer, 1971
- Scaphella garciai Bail, 2007
- Scaphella gaudiati Bail & Shelton, 2001
- Scaphella gouldiana (Dall, 1887)
- Scaphella junonia (Lamarck, 1804) - loài điển hình
- Scaphella luizcoutoi Coltro, 1998
- Scaphella macginnorum García & Emerson, 1987
- Scaphella neptunia (Clench & Aguayo, 1940)
- Scaphella robusta Dall, 1889

## Hình ảnh

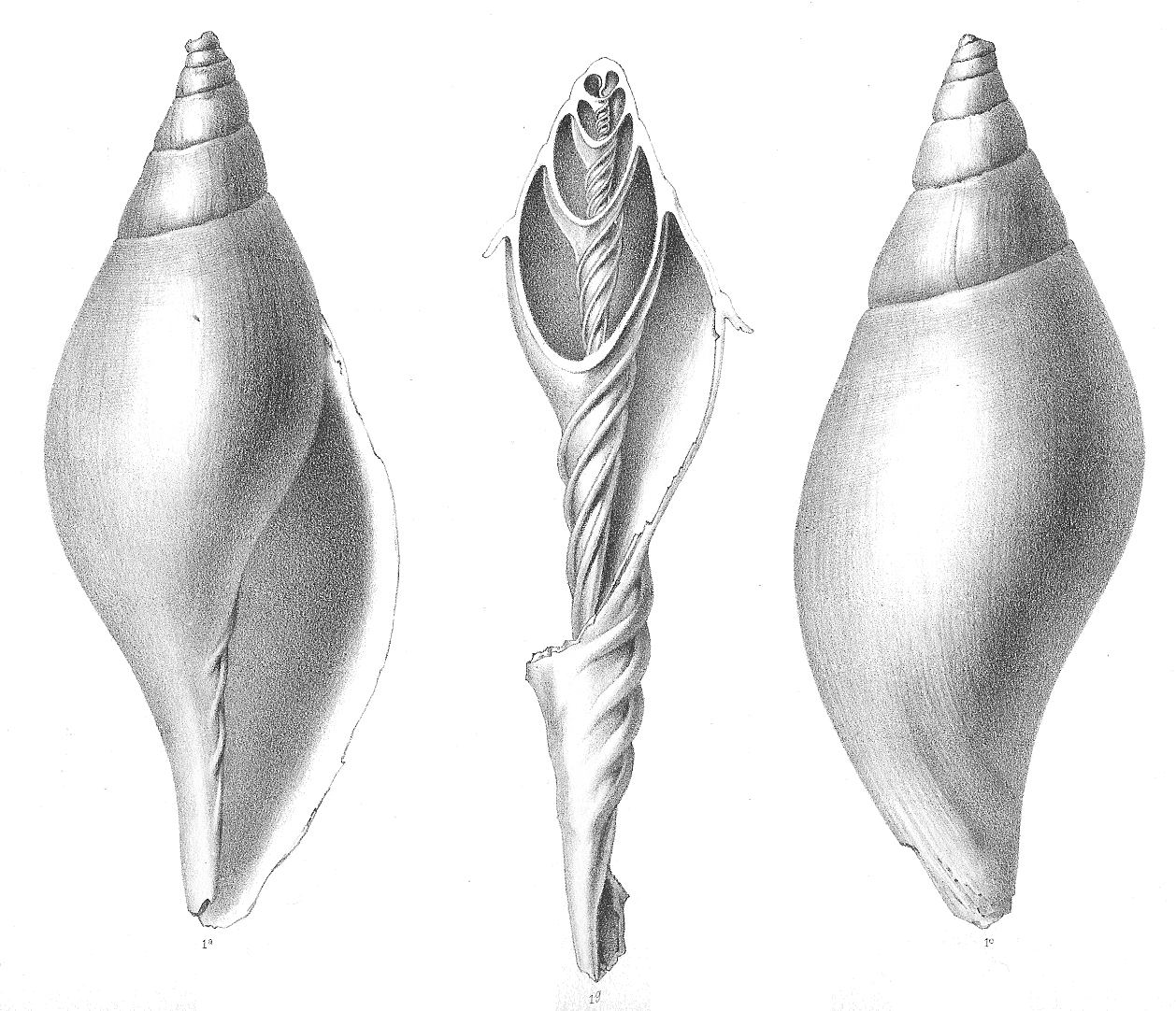